# ロバート・W・B・エリオット
ロバート・ウッドワード・バーンウェル・エリオット（Robert Woodward Barnwell Elliott、1840年8月16日 - 1887年8月26日）は、当時の米国聖公会テキサス州西部教区の初代主教（1874年 - 1887年）である。

## 家族および若年期
エリオットはアメリカ合衆国のサウスカロライナ州ビューフォートで、スティーヴン・エリオットとシャーロット・ブル・バーンウェルの息子として1840年8月16日に生まれた。エリオット家は古くからサウスカロライナ・ローカントリーに住む家系であり、および「ザ・シヴァルリー（the Civalry）」会員でもあった。父親のスティーヴン・エリオットは南北戦争勃発時の米国聖公会ジョージア州教区主教であり、南部連合プロテスタント聖公会の最初にして唯一の首席主教を務めたほか、テネシー州スワニーにあるサウスカロライナ大学の創立者でもあり、1840年代にジョージア州にあるモントピーリア女学校を創設した。父方の祖先はイングランドのコーンウォール州に端を発しており、1690年にカロライナ植民地に辿り着いた一方で、母方の祖先は1689年当時のアイルランド王国ミーズ県からカロライナ植民地に到着した。南部地方出身の小説家であるサラ・バーンウェル・エリオット（1848年 - 1928年）はロバートの妹である。1864年1月7日に三従姉妹のキャロライン・エリオットと結婚し、5人の子供をもうけた。
サウスカロライナ大学に通ったエリオットは1861年に卒業した。のちにアメリカ連合国陸軍に入隊し、アレクサンダー・ロートン陸軍准将の補佐官に任命された。第二次ブルランの戦いで負傷し、1865年5月に投降した際にはジョセフ・エグルストン・ジョンストンに同行していた 。

## 聖職者
戦争終結後に聖職者として仕え、1868年8月4日にテネシー州出身のチャールズ・トッド・クインタール主教により聖ペテロ教会で執事に叙任されたジョージア州ロームに落ち着いた。1868年8月1日から1870年9月までケイヴ・スプリング、センターヴィル、ダルトン、およびキングストンで布教活動を行った。その後、1870年11月にはニューヨークにある米国聖公会受肉教会堂の副司祭に任命され、その間に総合神学校にも通った。その後の1871年4月9日、ジョージア州サバンナにあるクライストチャーチにおいて、米国聖公会ジョージア州教区のジョン・ワトラス・ベックウィズ主教により司祭に叙任された。1871年5月、ニューヨークの悔悛礼拝堂に転任し、同年9月まで留まった。その後、1871年10月にはジョージア州アトランタにあるセント・フィリップ主教座聖堂の教区牧師に就任した。

## 主教職と遺産
1874年、主教院により初代テキサス州西部管区主教に選出された。1874年11月15日、テキサス州教区のアレクサンダー・グレッグ主教により主教に任命され、1887年8月26日に没するまで在任した。1879年、テキサス州サンアントニオにあるセント・メアリー公会堂（St Mary's Hall）を創設した。ここはかつて米国聖公会の教会と密接な関係にあり、尊敬の念を込めてテキサス州西部教区内ビショップ・エリオット協会（The Bishop Elliott Society in the Diocese of West Texas）と命名された。